# 馬次里駅
馬次里駅（マチャリえき）は、大韓民国江原特別自治道三陟市にある韓国鉄道公社（KORAIL）嶺東線の駅である。

## 駅構造
- 島式ホーム1面2線の地上駅。

## 歴史
- 1940年7月31日：開業。
- 2008年1月1日：旅客取扱中止。

## 隣の駅
韓国鉄道公社
嶺東線
道渓駅 - (古士里駅) - (下古士里駅) - 馬次里駅 - 新基駅